# Сечи, Миклош
Барон Миклош Сечи де Фельсолендва (венг. Miklós Szécsi; ок. 1320, Сечовце, Венгерское королевство — ок. 1387) — влиятельный венгерский государственный деятель Венгерского королевства при короле Людовике I и королеве Марии Венгерской, бан Хорватии и Далмации (1346—1349, 1358—1366, 1374—1375, 1376—1380), бан Северинского Баната (1350—1355), бан Славонии (1366—1368 и 1372—1373).
палатин Венгрии (1385—1386). Он также был ишпаном или главой ряда комитатов (графств) в течение своей жизни. Стольник двора Венгерского королевства (1342—1346). В 1355—1358, 1369—1372 и 1381—1384 годах был королевским судьёй Венгрии.
Магнат, один из влиятельного дома Сечи. Сын Петра, графа Ноградского. Был женат на Маргарите Дебреценской, в браке родилось четверо детей.
В 1345 году, когда чехи осадили Краков, был отправлен в Польшу королём Людовиком I Великим. Во время войны между Венгерским королевством во главе с Людовиком Великим и Неаполитанским королевством участвовал во втором неаполитанском походе, а также в неудачном походе 1352 года против литовских язычников, где получил ранение.
В течение жизни занимал важные государственные должности в Венгерском королевстве.